# Pedicularis regeliana
Pedicularis regeliana är en snyltrotsväxtart som beskrevs av Prain.. Pedicularis regeliana ingår i släktet spiror, och familjen snyltrotsväxter. Inga underarter finns listade i Catalogue of Life.